# Internationales Jahr des Süßwassers
Das Internationale Jahr des Süßwassers (International Year of Freshwater) 2003 wurde von UN-Generalsekretär Kofi Annan am 12. Dezember 2002 ausgerufen. Hintergrund ist die Unterversorgung großer Teile der Menschheit mit sauberem Trinkwasser sowie das Fehlen sanitärer Einrichtungen.
Nach dem Welt-Wasser-Bericht der UNESCO vom 25. Februar 2003 hatte mit 1,1 Milliarden Menschen rund ein Sechstel der damaligen Weltbevölkerung keinen Zugang zu sauberem Wasser. Für rund 40 % der Menschen gab es keine adäquate Entsorgung des Abwassers. 80 % der Krankheiten in den Entwicklungsländern gingen danach auf diese unhygienischen Zustände zurück.
Die deutsche Auftaktveranstaltung des Wasser-Jahres fand am 6. März 2003 statt. Eine der wichtigsten Veranstaltungen dieses Jahres in diesem Zusammenhang dürfte das dritte Weltwasserforum im März 2003 gewesen sein, das in Japan stattfand.